# Trombas
Trombas is een gemeente in de Braziliaanse deelstaat Goiás. De gemeente telt 3.683 inwoners (schatting 2009).